# Совинек
Совинек (словен. Sovinek) — поселення в общині Семич, регіон Південно-Східна Словенія, Словенія.